# UEFA Women's Champions League 2023-2024 - Fase a gironi
Questa voce raccoglie un approfondimento sulle gare della fase a gironi dell'edizione 2023-2024 dell'UEFA Women's Champions League.

## Formato
Il formato della competizione è rimasto inalterato rispetto all'edizione precedente, includendo per la terza volta una fase a gironi con partite di andata e ritorno. Alla fase a gironi sono state ammesse in totale 16 squadre, delle quali 4 ammesse direttamente, mentre le restanti 12 sono state ammesse tramite una fase di qualificazione. Le quattro squadre ammesse di diritto alla fase a gironi sono il Barcellona, come campione in carica, l'Olympique Lione, il Bayern Monaco e il Chelsea, vincitori dei campionati nazionali delle federazioni classificate ai primi quattro posti nel ranking UEFA. Le restanti dodici squadre sono le vincitrici del secondo turno della fase di qualificazione, sette delle quali provenienti dal percorso Campioni e le altre cinque provenienti dal percorso Piazzate.
Le sedici squadre partecipanti alla fase a gironi sono state suddivise, tramite sorteggio, in quattro gironi da quattro squadre ciascuno. In ciascun girone ogni squadra affronta le altre in partite di andata e ritorno, per un totale di sei giornate. Le squadre classificate ai primi due posti sono ammesse alla fase a eliminazione diretta.

## Date
| Fase          | Sorteggio                              | Turno            | Data                |
| ------------- | -------------------------------------- | ---------------- | ------------------- |
| Fase a gironi | 20 ottobre 2023, ore 13:00 CEST (Nyon) | Prima giornata   | 14-15 novembre 2023 |
| Fase a gironi | 20 ottobre 2023, ore 13:00 CEST (Nyon) | Seconda giornata | 22-23 novembre 2023 |
| Fase a gironi | 20 ottobre 2023, ore 13:00 CEST (Nyon) | Terza giornata   | 13-14 dicembre 2023 |
| Fase a gironi | 20 ottobre 2023, ore 13:00 CEST (Nyon) | Quarta giornata  | 20-21 dicembre 2023 |
| Fase a gironi | 20 ottobre 2023, ore 13:00 CEST (Nyon) | Quinta giornata  | 24-25 gennaio 2024  |
| Fase a gironi | 20 ottobre 2023, ore 13:00 CEST (Nyon) | Sesta giornata   | 30-31 gennaio 2024  |

## Squadre partecipanti
Le squadre sono state suddivise nelle quattro urne in base al proprio coefficiente UEFA, inserendo nell'urna 1 le quattro ammesse direttamente alla fase a gironi. Il sorteggio per definire la composizione dei gironi si è tenuto il 20 ottobre 2023.
| Legenda                                                   |
| --------------------------------------------------------- |
| Prime e seconde classificate, ammesse ai quarti di finale |

| Squadre         | Coeff   |
| Urna 1          | Urna 1  |
| --------------- | ------- |
| Barcellona (DT) | 126,233 |
| Olympique Lione | 118,166 |
| Bayern Monaco   | 96,333  |
| Chelsea         | 81,366  |

| Squadre             | Coeff  |
| Urna 2              | Urna 2 |
| ------------------- | ------ |
| Paris Saint-Germain | 97,166 |
| Slavia Praga        | 39,233 |
| Real Madrid         | 37,233 |
| Rosengård           | 33,399 |

| Squadre    | Coeff  |
| Urna 3     | Urna 3 |
| ---------- | ------ |
| St. Pölten | 30,050 |
| Benfica    | 22,800 |
| Häcken     | 22,399 |
| Roma       | 21,000 |

| Squadre               | Coeff  |
| Urna 4                | Urna 4 |
| --------------------- | ------ |
| Ajax                  | 18,400 |
| Paris FC              | 18,166 |
| Eintracht Francoforte | 17,333 |
| Brann                 | 7,100  |

## Gruppo A

### Classifica
| Pos | Squadra               | Pt | G | V | N | P | GF | GS | DG  |
| --- | --------------------- | -- | - | - | - | - | -- | -- | --- |
| 1.  | Barcellona            | 16 | 6 | 5 | 1 | 0 | 27 | 5  | +22 |
| 2.  | Benfica               | 9  | 6 | 2 | 3 | 1 | 9  | 12 | -3  |
| 3.  | Eintracht Francoforte | 7  | 6 | 2 | 1 | 3 | 9  | 8  | +1  |
| 4.  | Rosengård             | 1  | 6 | 0 | 1 | 5 | 3  | 23 | -20 |

### Risultati
| Arbitro: | Ferrieri Caputi |

|               |           |                        |
| Schough 90+4’ | Marcatori | 25’ Pawollek 84’ Dunst |

| Arbitro: | Lehtovaara |

|                                                |           |  |
| Putellas 15’, 39’ Bonmatí 44’, 52’ Oshoala 61’ | Marcatori |  |

| Arbitro: | Foster |

|              |           |  |
| Nazareth 52’ | Marcatori |  |

| Arbitro: | Adámková |

|              |           |                                   |
| Freigang 42’ | Marcatori | 48’, 62’ Paralluelo 59’ Caldentey |

| Arbitro: | Mularczyk |

|  |           |                                                                                             |
|  | Marcatori | 16’ (aut.) Wik 37’ Paralluelo 44’ Guijarro 62’ Bonmatí 73’ (rig.) Caldentey 90+2’ Fernández |

| Arbitro: | Welch |

|            |           |  |
| Alidou 71’ | Marcatori |  |

| Arbitro: | Klarlund |

|              |           |            |
| Reuteler 28’ | Marcatori | 71’ Raysla |

| Arbitro: | Antoniou |

|                                                                                      |           |  |
| Walsh 15’ Graham Hansen 34’ Paralluelo 55’, 60’ Pina 73’ Torrejón 75’ Wik 85’ (aut.) | Marcatori |  |

| Arbitro: | Martinčić |

|                          |           |                         |
| Schough 13’ Kadowaki 82’ | Marcatori | 52’ J. Silva 57’ Alidou |

| Arbitro: | Anex |

|                                |           |  |
| Guijarro 19’ Graham Hansen 73’ | Marcatori |  |

| Arbitro: | Rusta |

|                                                |           |                                                  |
| Alidou 26’, 45’ J. Silva 71’ Bronze 81’ (aut.) | Marcatori | 18’, 54’ Graham Hansen 20’ Guijarro 90+6’ Bronze |

| Arbitro: | Frappart |

|                                                            |           |  |
| Açıkgöz 18’ Anyomi 66’ Martinez 74’ Gräwe 76’ Reuteler 84’ | Marcatori |  |

## Gruppo B

### Classifica
| Pos | Squadra         | Pt | G | V | N | P | GF | GS | DG  |
| --- | --------------- | -- | - | - | - | - | -- | -- | --- |
| 1.  | Olympique Lione | 14 | 6 | 4 | 2 | 0 | 25 | 5  | +20 |
| 2.  | Brann           | 13 | 6 | 4 | 1 | 1 | 9  | 7  | +2  |
| 3.  | Slavia Praga    | 5  | 6 | 1 | 2 | 3 | 3  | 13 | -10 |
| 4.  | St. Pölten      | 1  | 6 | 0 | 1 | 5 | 2  | 14 | -12 |

### Risultati
| Arbitro: | Hussein |

|                |           |                        |
| Mikolajová 68’ | Marcatori | 57’ Engesvik 79’ Anasi |

| Arbitro: | Antoniou |

|  |           | |
|  | Marcatori | 3’ Däbritz 14’ van de Donk 17’, 80’ Gilles 21’ Le Sommer 24’, 45’ Diani 60’ (rig.) Hegerberg 62’ Majri |

| Arbitro: | Bastos |

|                                 |           |  |
| Van de Donk 4’ Balog 47’ (aut.) | Marcatori |  |

| Arbitro: | Peşu |

|             |           |  |
| Crummer 21’ | Marcatori |  |

| Sankt Pölten 13 dicembre 2023, ore 18:45 UTC+1 3ª giornata | St. Pölten | 0 – 0 referto | Slavia Praga | NÖ Arena (762 spett.)\| Arbitro: \| Campos \| |
| Arbitro:                                                   | Campos     |               |              |                                               |

| Arbitro: | Huerta de Aza |

|                             |           |              |
| Diani 6’, 48’ Hegerberg 23’ | Marcatori | 73’ Kielland |

| Arbitro: | Blotskaya |

|                            |           |                               |
| Kielland 34’ Gaupset 90+4’ | Marcatori | 6’ Majri 13’ (rig.) Hegerberg |

| Arbitro: | Projkovska |

|             |           |  |
| Khýrová 56’ | Marcatori |  |

| Arbitro: | Ferrieri Caputi |

|  |           |                     |
|  | Marcatori | 65’ (aut.) Lukášová |

| Arbitro: | Gasperotti |

|  |           |                                                                       |
|  | Marcatori | 21’, 36’ Hegerberg 22’, 87’ Däbritz 55’ Gilles 79’ Marozsán 83’ Diani |

| Arbitro: | Dowle |

|                    |           |                              |
| Majri 4’ Becho 74’ | Marcatori | 9’ Černá 90+1’ (aut.) Gilles |

| Arbitro: | Monzul' |

|                             |           |                      |
| Kielland 20’ Eikeland 90+1’ | Marcatori | 7’ Mattner-Trembleau |

## Gruppo C

### Classifica
| Pos | Squadra             | Pt | G | V | N | P | GF | GS | DG |
| --- | ------------------- | -- | - | - | - | - | -- | -- | -- |
| 1.  | Paris Saint-Germain | 10 | 6 | 3 | 1 | 2 | 10 | 8  | +2 |
| 2.  | Ajax                | 10 | 6 | 3 | 1 | 2 | 7  | 8  | -1 |
| 3.  | Bayern Monaco       | 7  | 6 | 1 | 4 | 1 | 8  | 8  | 0  |
| 4.  | Roma                | 5  | 6 | 1 | 2 | 3 | 10 | 11 | -1 |

### Risultati
| Arbitro: | Welch |

|                                     |           |                           |
| Damnjanović 20’ Linari 45+4’ (aut.) | Marcatori | 58’ Viens 90+1’ Giugliano |

| Arbitro: | Olofsson |

|                                     |           |  |
| T. Hoekstra 34’ Spitse 45+1’ (rig.) | Marcatori |  |

| Arbitro: | Huerta de Aza |

|  |           |              |
|  | Marcatori | 21’ Eriksson |

| Arbitro: | Augustyn |

|                                |           |  |
| Giacinti 5’, 14’ Giugliano 47’ | Marcatori |  |

| Arbitro: | Monzul' |

|             |           |           |
| Schüller 2’ | Marcatori | 38’ Grant |

| Arbitro: | Demetrescu |

|                              |           |              |
| Geyoro 45’ (rig.) Katoto 46’ | Marcatori | 58’ Giacinti |

| Arbitro: | Martinčić |

|               |           |                                    |
| Giugliano 88’ | Marcatori | 26’ Chawinga 67’ Katoto 78’ Albert |

| Arbitro: | Foster |

|              |           |  |
| Leuchter 44’ | Marcatori |  |

| Arbitro: | Klarlund |

|                              |           |                     |
| Giacinti 33’ Giugliano 90+3’ | Marcatori | 87’, 90+6’ Schüller |

| Arbitro: | Welch |

|                           |           |              |
| Katoto 7’, 25’ Geyoro 40’ | Marcatori | 31’ Leuchter |

| Arbitro: | Augustyn |

|                       |           |                                 |
| Gwinn 36’ Lohmann 75’ | Marcatori | 73’ Chawinga 88’ (aut.) Stanway |

| Arbitro: | Huerta de Aza |

|                                    |           |             |
| T. Hoekstra 45’ Kramžar 84’ (aut.) | Marcatori | 32’ Bartoli |

## Gruppo D

### Classifica
| Pos | Squadra     | Pt | G | V | N | P | GF | GS | DG  |
| --- | ----------- | -- | - | - | - | - | -- | -- | --- |
| 1.  | Chelsea     | 14 | 6 | 4 | 2 | 0 | 15 | 5  | +10 |
| 2.  | Häcken      | 11 | 6 | 3 | 2 | 1 | 6  | 5  | +1  |
| 3.  | Paris FC    | 7  | 6 | 2 | 1 | 3 | 5  | 11 | -6  |
| 4.  | Real Madrid | 1  | 6 | 0 | 1 | 5 | 5  | 10 | -5  |

### Risultati
| Arbitro: | Campos |

|                   |           |                         |
| Dufour 59’ (rig.) | Marcatori | 29’ Kafaji 56’ Sandberg |

| Arbitro: | Klarlund |

|                         |           |                      |
| Carmona 10’, 79’ (rig.) | Marcatori | 41’ Charles 74’ Kerr |

| Arbitro: | Projkovska |

|                       |           |           |
| Kafaji 59’ Kosola 76’ | Marcatori | 10’ Bruun |

| Arbitro: | Martinčić |

|                                |           |              |
| Kerr 30’, 48’, 55’ Ingle 90+1’ | Marcatori | 38’ Greboval |

| Arbitro: | Ferrieri Caputi |

|                     |           |            |
| Dufour 4’ Thiney 6’ | Marcatori | 53’ Møller |

| Londra 14 dicembre 2023, ore 21:00 UTC+1 3ª giornata | Chelsea | 0 – 0 referto | Häcken | Stamford Bridge (3 300 spett.)\| Arbitro: \| Staubli \| |
| Arbitro:                                             | Staubli |               |        |                                                         |

| Arbitro: | Peşu |

|  |           |                   |
|  | Marcatori | 79’ (rig.) Thiney |

| Arbitro: | Augustyn |

|             |           |                            |
| Larisey 26’ | Marcatori | 14’ Kerr 52’, 64’ Cuthbert |

| Göteborg 24 gennaio 2024, ore 18:45 UTC+1 5ª giornata | Häcken     | 0 – 0 referto | Paris FC | Hisingen Arena (3 064 spett.)\| Arbitro: \| Demetrescu \| |
| Arbitro:                                              | Demetrescu |               |          |                                                           |

| Arbitro: | Campos |

|                                     |           |                  |
| Reiten 62’ (rig.) Chavas 71’ (aut.) | Marcatori | 69’ del Castillo |

| Arbitro: | Hussein |

|  |           |            |
|  | Marcatori | 63’ Kafaji |

| Arbitro: | Projkovska |

|  |           |                                            |
|  | Marcatori | 10’ Kirby 37’ Fishel 74’ Reiten 79’ Mjelde |